# ریاکوئو
ریاکوئو (به ژاپنی: 暦応 Ryakuō)، نام یک عصر تاریخی ژاپنی دربار شمالی در طی دوره نانبوکوچو بود. این عصر بعد از کنمو و قبل از کوئی (دوره) قرار داشت و از اوت ۱۳۳۸ و آوریل ۱۳۴۲ میلادی به طول انجامید. در طی این عصر امپراتور دربار شمالی در کیوتو، امپراتور کومیو و امپراتور دربار جنوبی امپراتور گو-موراکامی بود.